# Фантазии деловых людей
«Фантазии деловых людей» (иер. трад. 小男人周記, упр. 小男人周记, кант.-рус.: Сяо нань жэнь чжоу цзи, англ. The Yuppie Fantasia) — гонконгская комедия 1989 года, режиссёр Гордон Чан. Главные роли в фильме исполнили Лоуренс Чэн, Кэрол Чэн, Чери Чун, Сибелль Ху и Элизабет Ли.
Картина была номинирован на 9-й Гонконгской кинопремии в категории «Лучший сценарий».

## Сюжет
Люн Фун (Лоуренс Чэн) женат уже семь лет на Энн (Кэрол Чэн), которая вечно занята на своей работе. Между ними постоянно возникают конфликты. Фун уходит от неё и подаёт на развод. Начав новую жизнь, Фун вступает в интимную связь с возлюбленной своего коллеги Корой (Шерен Тан). Вскоре после этого у Фуна появляется новый босс в лице миссис Лам (Чери Чун), к которой он начинает испытывать нежные чувства. Ко всему прочему возвращается первая любовь Фуна (Элизабет Ли), и всё запутывается окончательно.

## В ролях
- Лоуренс Чэн — Люн Фун (梁寬)
- Кэрол Чэн — Энн Хуэй (許鞍華), жена Фуна
- Чери Чун — миссис Лам (林太), начальница Фуна
- Сибелль Ху[англ.] — Квай, жена Пьера
- Элизабет Ли[англ.] — Дженни, первая любовь Фуна
- Лейла Чоу — Фанг (阿鳳), жена Кью Тай-Лона
- Шерен Тан[англ.] — Кора, возлюбленная Пьера
- Питер Лау — Пьер (大古惑), друг Фуна
- Манфред Вонг[англ.] — Кью Тай-Лон (Q太郎), друг Фуна
- Фей Фук
- Альфред Чунг[англ.] — мистера Лама (林生), бывший муж миссис Лам
- Ип Хон-Леунг — Рональд, босса Энн
- Тун Нам
- Лоуренс Лау — Джонсон, помощник Энн
- Чан Сау-хин —
- Кирк Вонг[англ.] — адвокат Вонг Ю-нама (黃與南律師)
- Майкл Лай — начальник страховой компании
- Пол Чун[англ.] — мистер Чан (陳生), парень Энн
- Вивиан Чоу[англ.] — Фей-фей (菲菲), поклонница Фуна
- Вонг Манпиу — агент по недвижимости

## Награды и номинации
| Награды                    | Награды         | Награды                                           | Награды   |
| Кинопремия                 | Категория       | Лауреат / претендент                              | Результат |
| -------------------------- | --------------- | ------------------------------------------------- | --------- |
| 9-я Гонконгская кинопремия | Лучший сценарий | Гордон Чан, Вонг Ман-Юэ, Лоуренс Лау, Лип Ван-Фун | Номинация |